# Bill Lawrence
Bill Lawrence (né William Van Duzer Lawrence le 26 décembre 1968 à Ridgefield, États-Unis) est un scénariste, réalisateur et producteur de télévision américain.
Il est notamment le créateur des séries Scrubs, Spin City et Cougar Town. Il est marié à Christa Miller, elle-même actrice jouant le rôle de Jordan dans la série Scrubs et le rôle d'Ellie dans la série Cougar Town.
En 2015, il est engagé par CBS pour être scénariste de l'adaptation en série de la saga Rush Hour.

## Carrière
Lawrence est diplômé du College de William et Mary, où il a étudié l'anglais et a été membre de l'ordre Kappa Alpha. Après avoir obtenu son diplôme, son premier emploi d'écrivain a été celui de rédacteur de la courte sitcom Billy de l'ABC. Il a brièvement écrit pour Incorrigible Cory (au cours de laquelle il prétend avoir nommé le personnage de Topanga Lawrence), Friends et Une nounou d'enfer. En 1996, il a écrit pour la sitcom Champs, qui a été de courte durée.
La première série dont Bill Lawrence a été le créateur est la sitcom multi-caméras Spin City de l'ABC, co-créée avec le créateur de Champs, Gary David Goldberg, qui mettait à l'origine en vedette Michael J. Fox en tant qu'adjoint au maire de New York. La série a duré six saisons et a remporté un Primetime Emmy Award et quatre Golden Globes.
Il a ensuite créé la sitcom à une seule caméra Scrubs, qui a suivi la vie du personnel hospitalier. L'émission a été diffusée pour la première fois en 2001 et a été diffusée pendant 9 saisons au total, 7 sur NBC et 2 sur ABC. Lawrence a écrit, produit et réalisé la série. La série a été saluée par la critique et a reçu 17 nominations aux Emmy Awards. Son projet suivant a été la co-création de la sitcom animée Clone High pour MTV en 2002 avec Phil Lord et Chris Miller. La série a duré une seule saison de 13 épisodes. En 2005, Lawrence a co-créé avec Neil Goldman et Garrett Donovan le pilote raté de la WB Nobody's Watching.
Lawrence préparait ses débuts de réalisateur avec le film Fletch Won, une préquelle des précédents films de Fletch aux trousses, mais il a finalement quitté le projet après que la star de Scrubs, Zach Braff, s'en soit retiré.

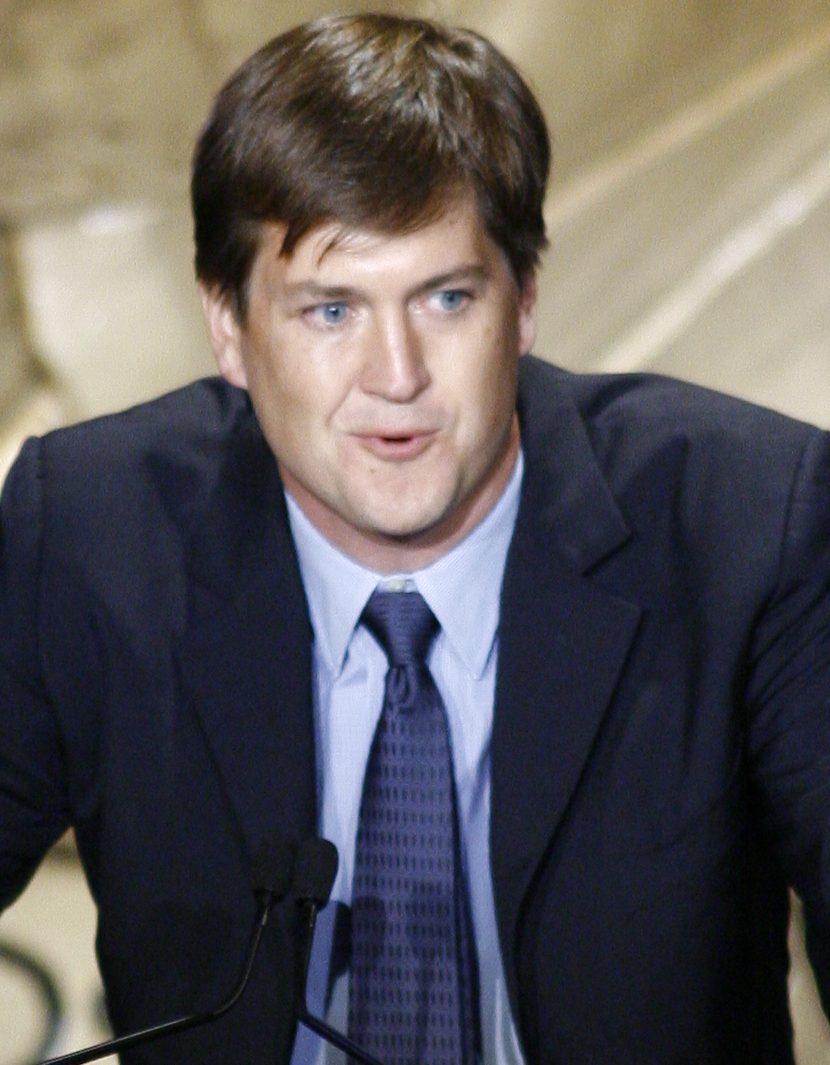
Bill Lawrence recevant le prix Peabody en 2007

Lawrence a co-créé avec Kevin Biegel la sitcom Cougar Town, qui a été diffusée en 2009 sur ABC. La série est produite par la star de la série Courteney Cox et son mari de l'époque, David Arquette. Courteney Cox avait été invitée à participer à la précédente sitcom de Lawrence, Scrubs. L'émission a été diffusée de 2009 à 2012 sur ABC, puis est passée à TBS en 2013.
En 2013, Lawrence a participé à trois émissions qui ont fait l'objet de séries. Il est co-créateur et producteur exécutif de la sitcom de TBS Ground Floor avec Greg Malins. Il est également producteur exécutif de la sitcom de la Fox, Surviving Jack, et de la sitcom de NBC, Undateable. Après deux saisons, Ground Floor a été annulée. En 2014, Lawrence et quatre autres membres de l'équipe d'Undateable ont fait une tournée de comédies stand-up pour promouvoir la série. Undateable a été annulée en 2016 après trois saisons.
Lawrence a écrit un scénario pour la série télévisée Rush Hour, mais il a finalement été annulé, après une seule saison.
En 2017, Lawrence a commencé à développer une nouvelle série comique multi-caméras intitulée Spaced Out, qui se déroulera dans le monde des voyages spatiaux commerciaux. Lawrence est producteur exécutif de Whiskey Cavalier, une série d'action avec Scott Foley et Lauren Cohan, qui a été commandée pour être diffusée sur ABC mais qui a été annulée après 10 épisodes.

## Vie personnelle
Sa première femme était l'actrice de télévision Megyn Price. Lawrence a épousé l'actrice Christa Miller en 1999. Ils ont trois enfants ensemble. Christa Miller a participé aux projets de Lawrence Scrubs, Clone High, Cougar Town et Shrinking.
Lawrence est l'arrière-arrière-petit-fils de Sarah et William Van Duzer Lawrence, dont la maison est devenue le Sarah Lawrence College.
Le 21 juillet 2017, Lawrence a été impliqué dans un accident d'avion sur l'East River à New York City avec sa famille. Tous ceux qui se trouvaient à bord ont survécu indemnes.

## Filmographie

### Séries créés
- Spin City (1996-2002 ; co-créateur)
  - a travaillé sur la série (1996-2000)
- Clone High (2002-2003 ; co-créateur)
- Scrubs (2001-2010)
- Cougar Town (2009-2015 ; co-créateur)
  - Produit par ABC Studios et écrit par Lawrence et Kevin Biegel
- Ground Floor (2013-2015 ; co-créateur)
- Undateable (2014-2016 ; producteur exécutif)
- Life Sentence (2018 ; producteur exécutif)
- Whiskey Cavalier (2019 ; producteur exécutif)
- Ted Lasso (2020-2023 ; producteur exécutif)
- Shrinking (2023-présent ; co-créateur)